# Couepia stipularis
Couepia stipularis är en tvåhjärtbladig växtart som beskrevs av Adolpho Ducke. Couepia stipularis ingår i släktet Couepia och familjen Chrysobalanaceae. Inga underarter finns listade i Catalogue of Life.